# Escuela de Música de Calcuta
La Escuela de Música de Calcuta establecido en 1915 por Phillpe Sandre es una de las principales instituciones de la India, en el campo de la música clásica occidental y la música clásica contemporánea. Fue establecido en el año 1915 por el Dr. Phillipe Sandré, un músico de gran calibre, y un contemporáneo y amigo del famoso compositor Saint-Saëns. Es probablemente la única escuela en el país que cuenta con este tipo de amplio alcance de las disciplinas musicales que abarcan tanto la música india y occidental, la danza, la formación del habla, la elocución, y el drama.